# Zapasy na Igrzyskach Azjatyckich 1962
Turniej zapasów na Igrzyskach Azjatyckich 1962 rozegrano w Dżakarcie. Zawody trwały od 25 do 30 sierpnia. Najwięcej medali zdobyli zawodnicy z Japonii, 16 w tym 10 złotych oraz 3 srebrne i 3 brązowe.

## Klasyfikacja medalowa
Gospodarz zawodów został zaznaczony kolorem.
| Klasyfikacja medalowa | Klasyfikacja medalowa | Klasyfikacja medalowa | Klasyfikacja medalowa | Klasyfikacja medalowa | Klasyfikacja medalowa |
| Miejsce               | Państwo               | Złoto                 | Srebro                | Brąz                  | Razem                 |
| --------------------- | --------------------- | --------------------- | --------------------- | --------------------- | --------------------- |
| 1                     | Japonia               | 10                    | 3                     | 3                     | 16                    |
| 2                     | Pakistan              | 3                     | 7                     | 4                     | 14                    |
| 3                     | Indie                 | 3                     | 6                     | 3                     | 12                    |
| 4                     | Korea Południowa      | 0                     | 1                     | 2                     | 3                     |
| 5                     | Indonezja             | 0                     | 0                     | 2                     | 2                     |
| 5                     | Afganistan            | 0                     | 0                     | 1                     | 1                     |
| Razem                 | Razem                 | 16                    | 17                    | 15                    | 48                    |

## Mężczyźni

### Styl klasyczny
| Konkurencja |                     |                          |                 |
| ----------- | ------------------- | ------------------------ | --------------- |
| 52 kg       | Malwa               | Tsutomu Hanahara         | Mujari          |
| 57 kg       | Masamitsu Ichiguchi | Muhammad Siraj-Din       | Narin Ghume     |
| 63 kg       | Tokuaki Fujita      | Muhammad Akhtar          | Rachman Firdaus |
| 70 kg       | Yoichi Sasaki       | Udey Chand               | Ghulam Rasul    |
| 78 kg       | Yutaka Kaneko       | Muhammad Bashir          | Oh Jae-young    |
| 87 kg       | Shun’ichi Kawano    | Sajan Singh              | Muhammad Faiz   |
| 97 kg       | Muhammad Niaz       | Haruo Takagi Maruti Mane |                 |
| +97 kg      | Ganpat Andhalkar    | Muhammad Saeed           | Jiro Seki       |

### Styl wolny
| Konkurencja |                 |                    |                         |
| ----------- | --------------- | ------------------ | ----------------------- |
| 52 kg       | Noriyuki Harada | Chang Chang-sun    | Malwa                   |
| 57 kg       | Tadashi Asai    | Muhammad Siraj-Din | Choi Yeong-gil          |
| 63 kg       | Osamu Watanabe  | Muhammad Akhtar    | Mohammad Ibrahim Kederi |
| 70 kg       | Kazuo Abe       | Udey Chand         | Ghulam Rasul            |
| 78 kg       | Yutaka Kaneko   | Muhammad Bashir    | Lakshmikant Pandey      |
| 87 kg       | Muhammad Faiz   | Sajan Singh        | Shun’ichi Kawano        |
| 97 kg       | Maruti Mane     | Haruo Takagi       | Muhammad Niaz           |
| +97 kg      | Muhammad Saeed  | Ganpat Andhalkar   | Jiro Seki               |